# Transports dans les Landes
Les transports dans le département français des Landes sont principalement marqués par les axes nord-sud reliant Bordeaux au Pays Basque et au Béarn. Les Landes sont longtemps restés un département peu peuplé et à l'activité économique faible, donc les grandes infrastructures de transport traversaient le département plus qu'elles ne le desservaient : la ligne de Bordeaux-Saint-Jean à Irun et l'autoroute A63 traversent ainsi une partie du département en ligne droite sans desservir aucune agglomération importante. Toutefois, le développement économique du département et en particulier de son littoral génèrent aujourd'hui d'importants besoins de mobilité, qui augmentent en période estivale.

## Transport routier

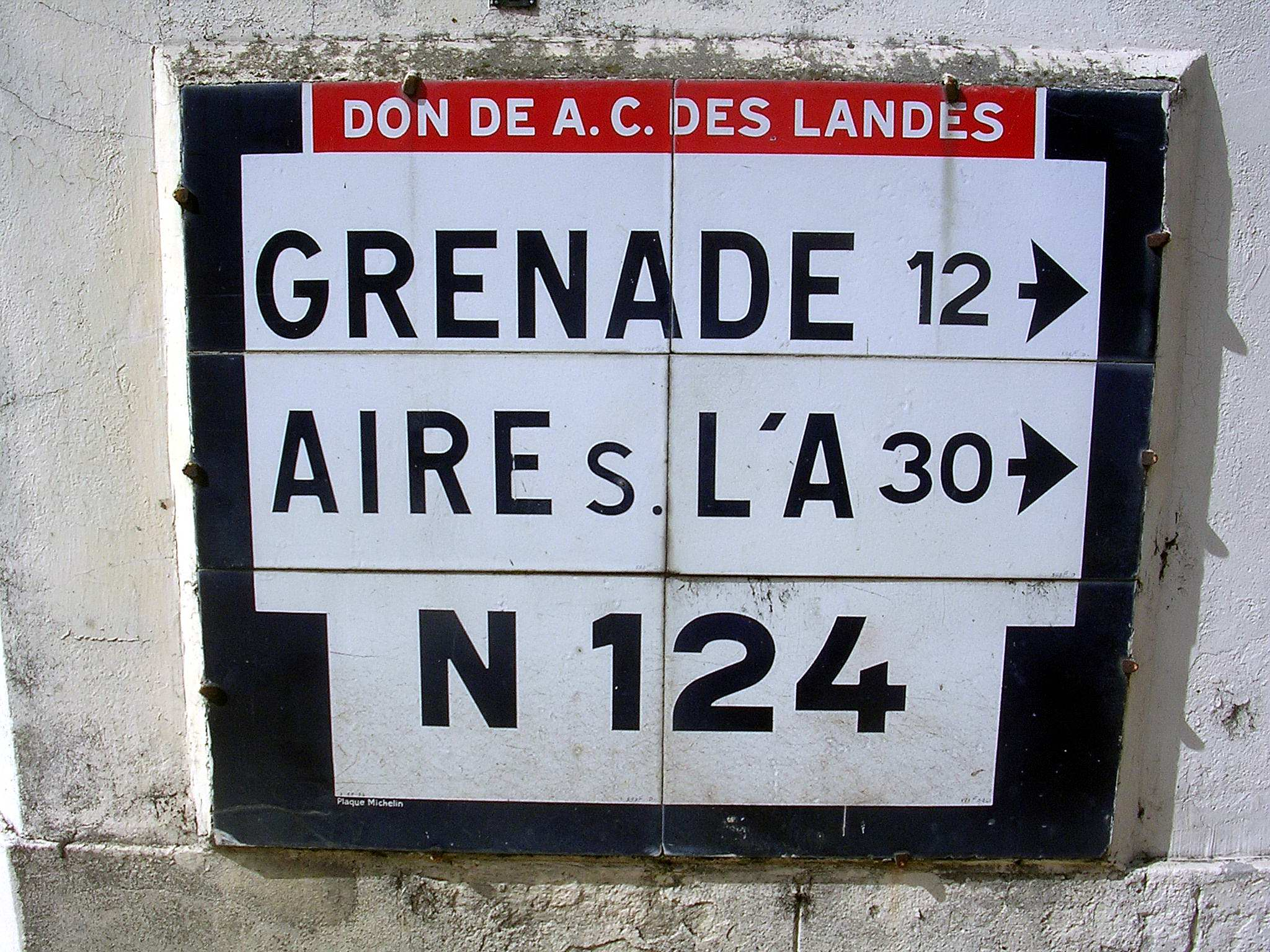
Plaque émaillée, offerte par l’Automobile Club des Landes et située sur l'ancienne route nationale 124 à Saint-Sever.

### Infrastructures routières
Les deux principales infrastructures autoroutières des Landes sont orientées de manière parallèle, selon des axes approximativement nord-sud. L'autoroute A63 (dont une grande partie du linéaire correspond à l'ancienne route nationale 10 mise aux normes autoroutières en 2013) relie Bordeaux à la côte basque et à la frontière espagnole : autoroute concédée à système de péage ouvert, elle supporte un trafic important de 30 000 à 42 000 véhicules/jour selon les sections dans le département. L'autoroute A65, ouverte en 2010, avait en revanche un trafic de seulement 5 700 véhicules/jour deux ans après son ouverture ; autoroute concédée à système de péage fermé, elle relie Bordeaux au Béarn en passant à une dizaine de kilomètres de la préfecture Mont-de-Marsan.
Les deux principales villes du département, Dax et Mont-de-Marsan, sont reliées par la route départementale 824 (ex-route nationale 124), aménagée en voie rapide à 2x 2 voies.
L'extrême sud du département est également desservi par l'autoroute A64, qui relie la côté basque à Pau et Toulouse.

### Transport collectif de voyageurs
Les Landes sont desservies par le réseau des cars régionaux Nouvelle-Aquitaine, qui compte une quinzaine de lignes régulières dans le département (dont certaines estivales).

## Transport ferroviaire

### Historique

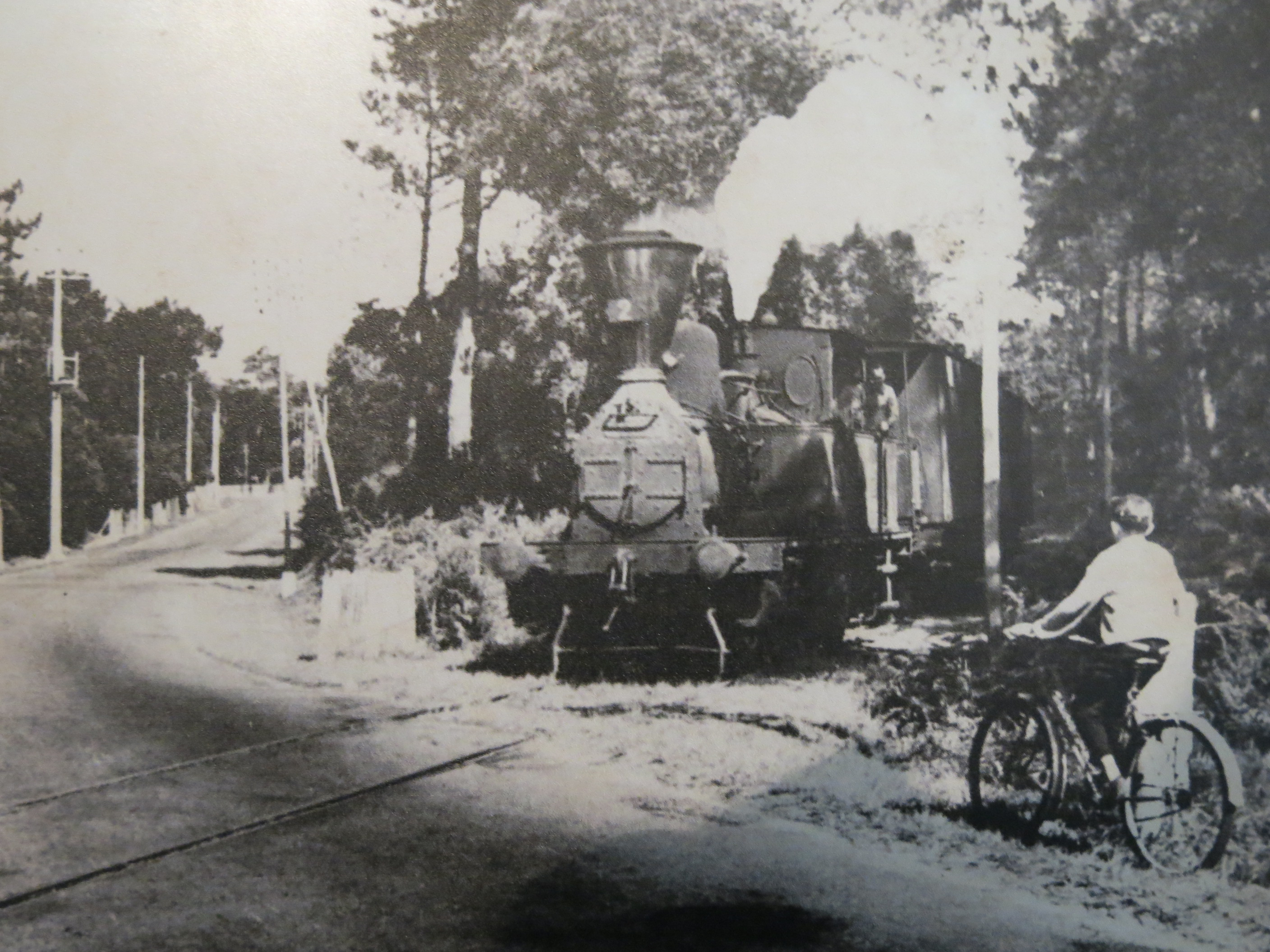
Franchissement d'un passage à niveau non gardé par un train des Voies ferrées des Landes près de Capbreton en 1956.

La première ligne de chemin de fer du département est la ligne de Bordeaux-Saint-Jean à Irun, ouverte en 1854 jusqu'à Dax et 1855 jusqu'à Bayonne. Deux ans plus tard, la préfecture Mont-de-Marsan est atteinte par une ligne qui sera ultérieurement prolongée jusqu'à Tarbes.
Le réseau d’intérêt général du département a été développé par la Compagnie des chemins de fer du Midi et du Canal latéral à la Garonne, mais il n'a jamais été très étendu. À son apogée, le chemin de fer d’intérêt général atteignait une partie des villes et bourgs du département, dont Aire-sur-l'Adour, Dax, Gabarret, Grenade-sur-l'Adour, Hagetmau, Labouheyre, Mont-de-Marsan, Morcenx, Peyrehorade, Roquefort, Saint-Sever, Saint-Vincent-de-Tyrosse, Villeneuve-de-Marsan, Ychoux et Ygos-Saint-Saturnin. Mais aucune ligne d'intérêt général n'a jamais desservi les territoires côtiers à l'ouest de la ligne Bordeaux-Dax, ni ceux situés au nord de Mont-de-Marsan.
La faible consistance du réseau d’intérêt général a été compensée par la densité des chemins de fer d’intérêt local, dont la construction débute dans les années 1880 pour s'achever à la veille de la Première Guerre mondiale, et dont la longueur totale approche les 600 kilomètres dans le département à son apogée. Le principal réseau est celui des Voies ferrées des Landes, issu de la fusion en 1916 de la Société des chemins de fer d'intérêt local du département des Landes (CFILL), de la Société des chemins de fer du Born et du Marensin (BM) et de la Société du chemin de fer d'intérêt local de Soustons à Léon (SL) : à écartement normal — alors que la plupart des réseaux d'intérêt local étaient à écartement métrique — ce réseau était presque entièrement constitué de lignes construites comme des embranchements de la ligne Bordeaux-Dax, au nombre de dix côté ouest et trois côté est. La Compagnie des tramways à vapeur de la Chalosse et du Béarn (à écartement métrique) desservait le sud du département, entre Dax, Peyrehorade, Aire-sur-l'Adour et Orthez. La ligne de Luxey à Mont-de-Marsan  (à écartement normal) et les Chemins de fer économiques forestiers des Landes (à écartement étroit) desservaient quant à eux le nord du département. La plupart de ces lignes ferment après la Seconde Guerre mondiale, mais certaines conservent un trafic jusqu'aux années 1980.
La ligne de Bordeaux-Saint-Jean à Irun est électrifiée dès 1926-1927. La ligne, très rectiligne, est propice aux essais de vitesse : les 28 et 29 mars 1955, les locomotives électriques CC 7107 et BB 9004 établissent deux records du monde de vitesse à 331 km/h dans les Landes. Le TGV circule sur cette ligne dès 1990 : il relie Paris à Dax en 4 h 7, puis 3 h 23 en 2017 après la mise en service de la LGV Sud Europe Atlantique.
|                                             |
| Le réseau ferroviaire à son apogée en 1930. |

|                                     |
| Le réseau ferroviaire de nos jours. |

|                                                    |
| Carte animée de l’évolution du réseau ferroviaire. |

### Situation actuelle

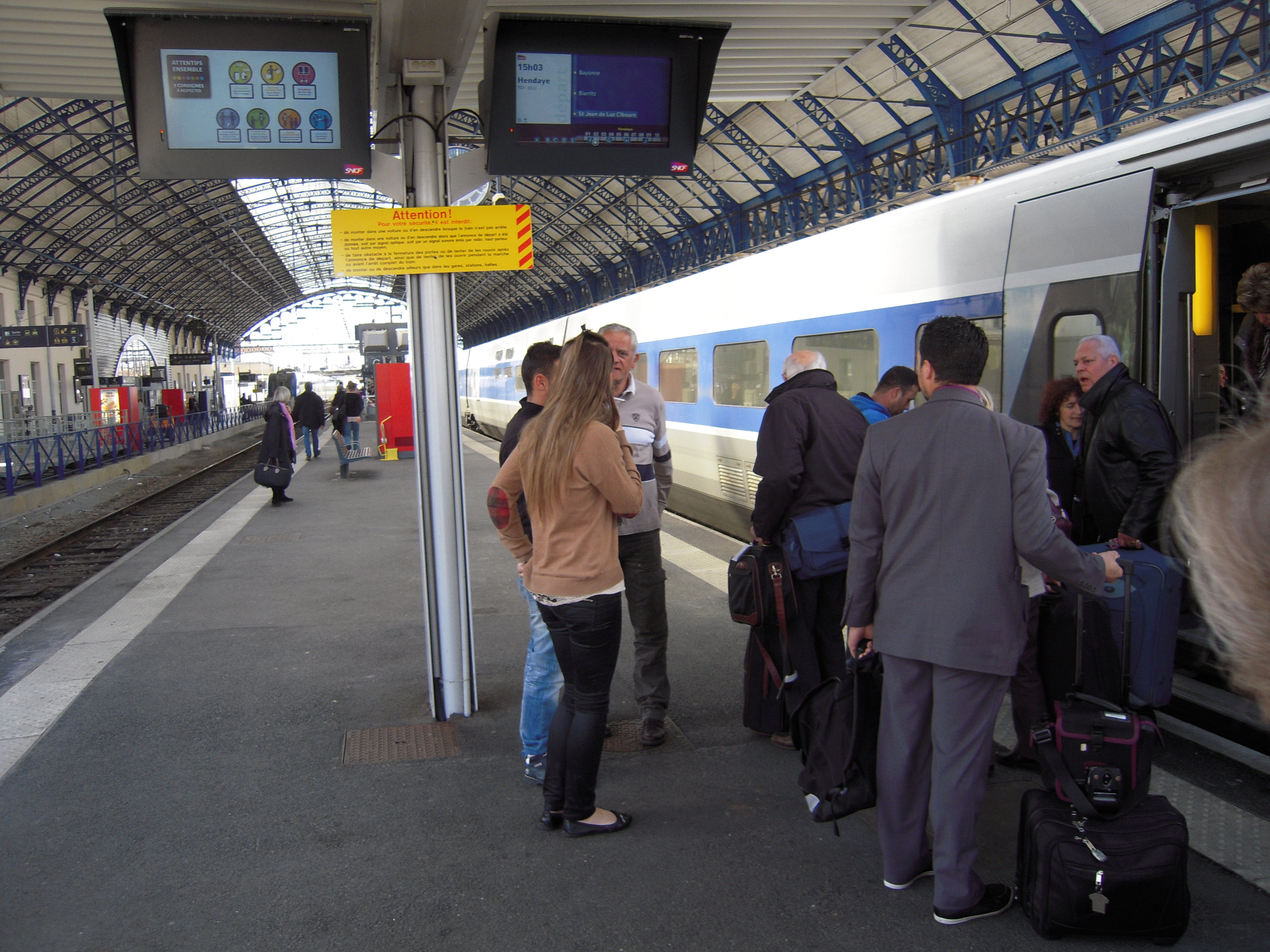
Des voyageurs embarquent dans une rame TGV Atlantique en gare de Dax en 2013.

Les principales gares de voyageurs sont celles de Dax et Mont-de-Marsan, avec une fréquentation annuelle respective de 932 000 et 355 000 voyageurs en 2019.
Le principal axe ferroviaire du département est la ligne de Bordeaux-Saint-Jean à Irun, qui permet aux TGV inOui, TER Nouvelle-Aquitaine et fret de relier Paris et Bordeaux à la côte basque. Il est à double voie électrifiée, comme son embranchement vers Puyoô qui permet aux trains de se diriger vers Pau, Lourdes et Tarbes.
Une voie unique électrifiée permet de relier directement Puyoô à Bayonne, sans détour par Dax.
Mont-de-Marsan est desservi par une antenne à voie unique non-électrifiée, uniquement parcourue par des TER Nouvelle-Aquitaine.
La ligne de Laluque à Tartas, dernier vestige du réseau d'intérêt local des Voies ferrées des Landes, est toujours propriété de la région Nouvelle-Aquitaine et exploitée pour du fret.

## Transport maritime
Le port de Capbreton est le principal port de pêche et de plaisance du département.

## Transport aérien
Les Landes ne possèdent aucun aéroport desservi par des vols réguliers.
Plusieurs aérodromes sont destinés à l'aviation légère de loisirs ou de tourisme : Aire-sur-l'Adour, Les Grands Lacs, Mimizan, Rion-des-Landes et Dax - Seyresse (ce dernier étant avant tout un aérodrome militaire).

## Transports en commun urbains et périurbains

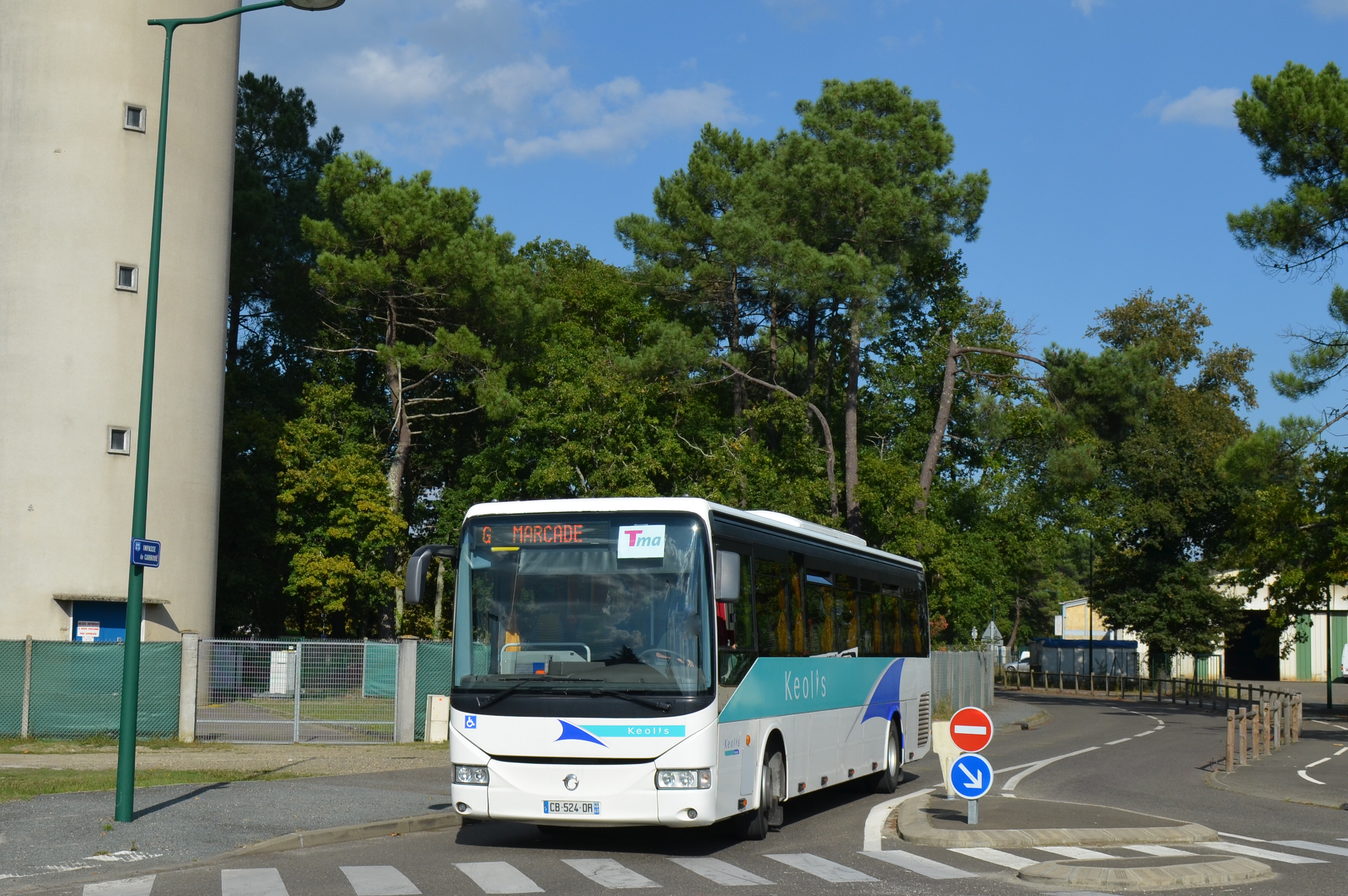
Un autobus Irisbus Crossway du réseau Tma à Mont-de-Marsan en 2015.

Mont-de-Marsan Agglomération, Grand Dax Agglomération, la communauté de communes de Maremne-Adour-Côte-Sud et le Syndicat des mobilités Pays Basque - Adour (principalement implanté dans les Pyrénées-Atlantiques mais qui comprend la commune landaise de Tarnos) sont autorités organisatrices de la mobilité sur leur territoire et organisent des services de transport dans leur ressort territorial.
Les réseaux Tma (Mont-de-Marsan) et Couralin (Dax) comptent quelques lignes régulières d'autobus et du transport à la demande. Le réseau Yégo (communauté de communes de Maremne-Adour-Côte-Sud, dont le siège est à Saint-Vincent-de-Tyrosse) relie les communes et les plages de ce vaste territoire, avec un caractère saisonnier marqué. Le réseau Txik Txak du Pays Basque atteint quant à lui l'extrême sud-ouest du département (Tarnos).

## Modes actifs
Le département est traversé par plusieurs voies vertes, véloroutes et sentiers de grande randonnée.